# Live Gothic
Live Gothic es el título del segundo álbum en vivo realizado por Therion, esta vez en la gira de Gothic, y grabado en Varsovia, en Polonia. El álbum se puede encontrar en dos versiones, en CD o en DVD.

## Canciones del CD

### Disco 1
1. "Der Mitternachtslöwe"
2. "Schwarzalbenheim"
3. "The Blood of Kingu"
4. "The Falling Stone"
5. "An Arrow From the Sun"
6. "Deggial"
7. "Wine of Aluqah"
8. "The Perennial Sophia"
9. "The Son of the Sun"
10. "Son of the Staves of Time"
11. "Birth of Venus Illegitima"
12. "Tuna 1613"
13. "Drum Solo"
14. "Muspelheim"

Duración: 68 min

### Disco 2
1. "Rise of Sodom and Gomorrah"
2. "Ginnungagap"
3. "Grand Finale"
4. "Lemuria"
5. "The Wand of Abaris"
6. "Nightside of Eden"
7. "To Mega Therion"
8. "Thor (The Powerhead)"

Duración: 51 min

## Canciones del DVD

### Concierto
1. "Der Mitternachtslöwe"
2. "Schwarzalbenheim"
3. "The Blood of Kingu"
4. "The Falling Stone"
5. "An Arrow From the Sun"
6. "Deggial"
7. "Wine of Aluqah"
8. "The Perennial Sophia"
9. "The Son of the Sun"
10. "Son of the Staves of Time"
11. "Birth of Venus Illegitima"
12. "Tuna 1613"
13. "Drum Solo"
14. "Muspelheim"
15. "Rise of Sodom and Gomorrah"
16. "Ginnungagap"
17. "Grand Finale"
18. "Lemuria"
19. "The Wand of Abaris"
20. "Nightside of Eden"
21. "To Mega Therion"
22. "Thor (The Powerhead)"

### Video Bonus
- "Drum Battle in Holland"